# Zaganiacz szczebiotliwy
Zaganiacz szczebiotliwy, zaganiacz wielomówny (Hippolais polyglotta) – gatunek małego ptaka z rodziny trzciniaków (Acrocephalidae). Monotypowy. Nie jest zagrożony wyginięciem.

## Występowanie
Zamieszkuje cieplejszą, południowo-zachodnią, część Europy – w środkowych i zachodnich rejonach basenu Morza Śródziemnego i północno-zachodnie krańce Afryki. Europejska wschodnia granica areału przebiega na linii Morze Adriatyckie – Kanał La Manche. To ptak wędrowny. Zimuje na sawannach zachodniej Afryki niedaleko równika (nie zalatuje na wschód tego kontynentu). Wraz ze swym pokrewnym gatunkiem, zaganiaczem zwyczajnym, miał wspólnego przodka w czasie ostatniego okresu lodowcowego. Potem zaganiacz zwyczajny zasiedlił południowo-wschodnią Europę, a szczebiotliwy południowy zachód. Obserwuje się stopniowe rozszerzanie jego występowania na północny wschód, a obecnie może lokalnie współwystępować z zaganiaczem zwyczajnym.
Do Polski zalatuje wyjątkowo, jest to gatunek południowy. Spotykano go w maju i czerwcu. Trzecie stwierdzenie pochodziło z 22 maja 2016 r., z Dobramyśli pod Lesznem.

## Charakterystyka

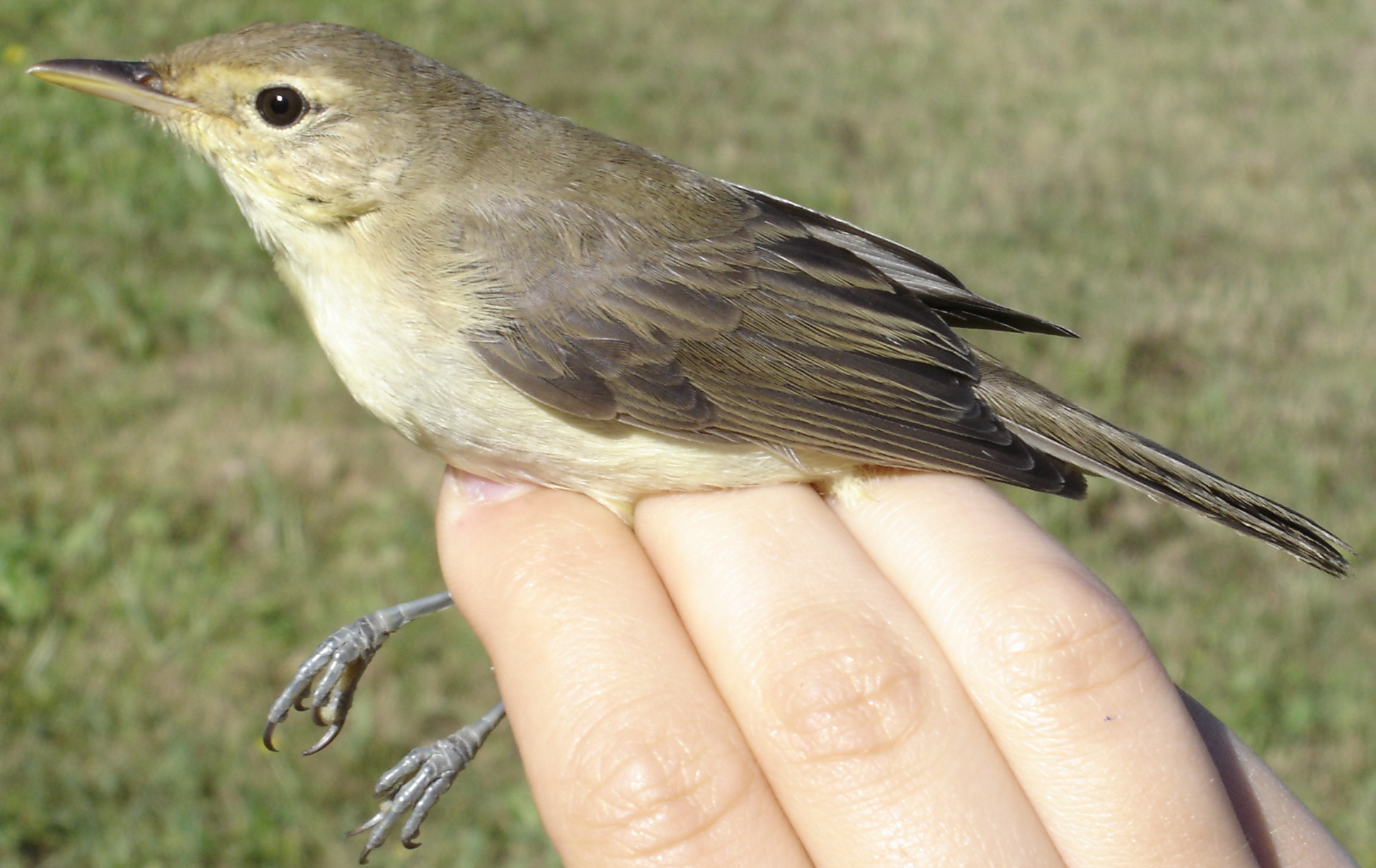
Nawet z bliska zaganiacza szczebiotliwego trudno odróżnić od zwyczajnego

### Cechy gatunku
Ptak o nieco bardziej zaokrąglonej sylwetce niż zaganiacz zwyczajny, okrągłej głowie, z jasną twarzą i z szydłowatym dziobem. Jego skrzydła są też krótsze i bardziej tępo zakończone. Wierzch ciała ma oliwkowobrązową barwę, a spód jest jasnożółty, bardziej blady. Ogon jest prostokątny, a nogi krępe, brązowoszare (inaczej niż u zaganiacza zwyczajnego). Młode osobniki są jaśniejsze, bardziej płowe, ale podobne do dorosłych. Obie płci są ubarwione prawie identycznie.
W porównaniu z zaganiaczem zwyczajnym ma w zarysie bardziej okrągłe ciemię, żółty skraj lotek łokciowych jest mniej wyraźny, a złożone, jednolicie ubarwione skrzydła nie sięgają do połowy sterówek (mniejsze wystawienie lotek trzeciorzędowych poza lotki pierwszorzędowe). Skrzydła nie mają też wstawki. Rozmiarami się nie różnią. Trzymając ptaka w ręku, zwraca się uwagę na krótkie skrzydła (59–70 mm). Ornitolodzy mają też na uwadze formułę skrzydła: pierwsza lotka pierwszorzędowa jest ponad 3 mm dłuższa niż pokrywy skrzydłowe, a długość drugiej lotki pierwszorzędowej mieści się między długością lotki szóstej i ósmej. Z całą pewnością dokładne oznaczenie zapewnia śpiew, który się u tych dwóch gatunków różni. Różnice widać też w wymaganiach ekologicznych, jakie muszą spełniać miejsca lęgowe. Oba gatunki nawet z bliska, przy obrączkowaniu, nadal są trudne do odróżnienia. Ptak jest większy od piecuszka.

### Rozmiary
długość ciała12–13,5 cm
masa ciała8–14 g

### Głos

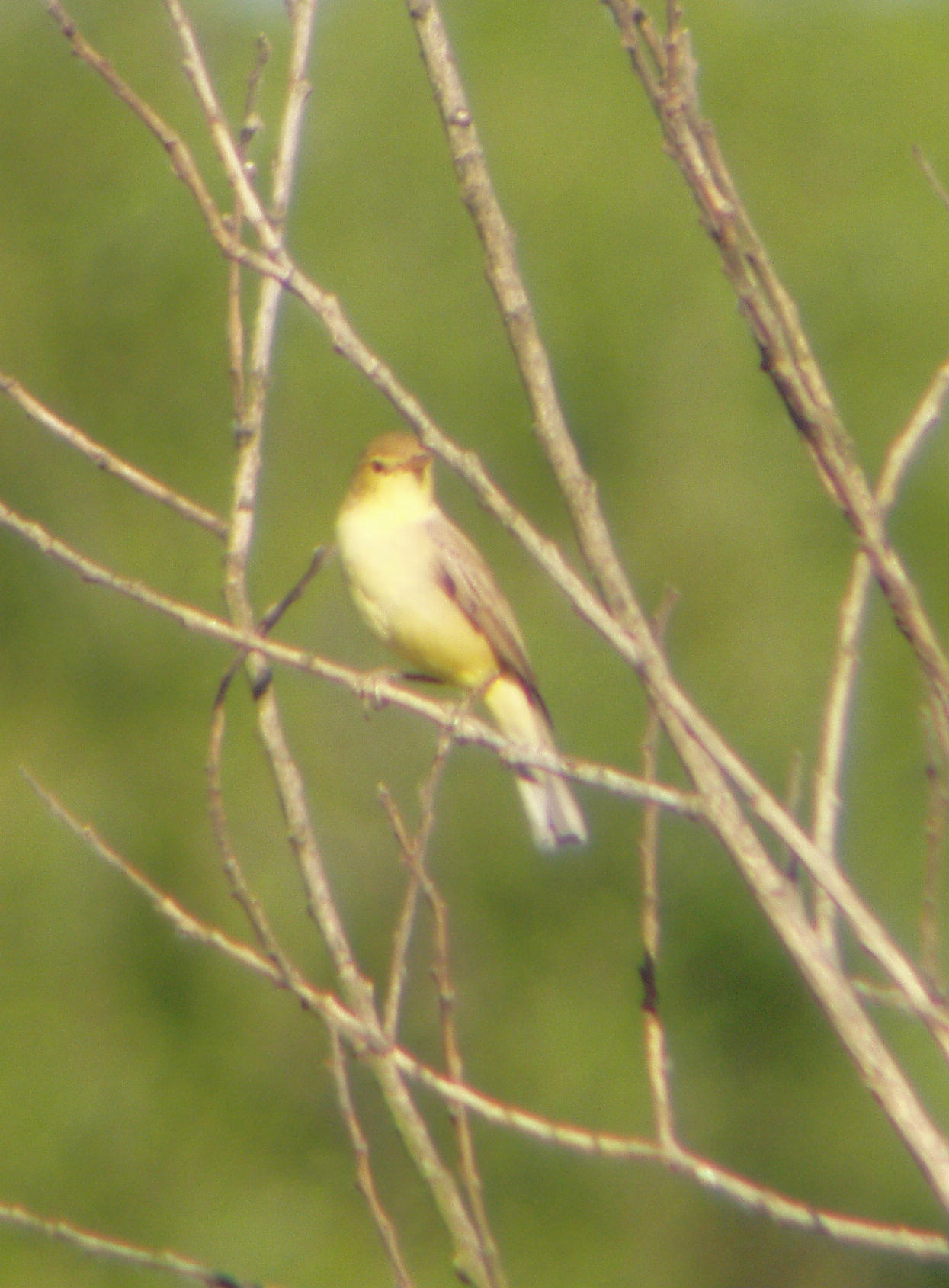
Śpiew zaganiacza szczebiotliwego jest najłatwiejszą cechą wyróżniającą ten gatunek

Zaganiacz szczebiotliwy wydaje bardziej melodyjny (mniej szorstki), równy i szybszy trel z typowym dla pokrzewek chaotycznym szczebiotem i brzęczeniem, choć również wplata w swą pieśń dźwięki zasłyszane w okolicy. Nie słychać w nim wielokrotnie powtarzanych dźwięków i przypomina odgłosy pokrzewki lub ćwierkanie wróbla. Poza tym często i umiejętnie imituje głosy innych ptaków.

## Biotop
Zaganiacz szczebiotliwy wybiera najczęściej suche stanowiska, które porastają drzewa i krzewy (w odróżnieniu od zaganiacza zwyczajnego preferującego miejsca bardziej wilgotne, jak lasy łęgowe) – lasy liściaste, zakrzaczenia, suche łąki, doliny rzeczne z rosnącymi tam pojedynczymi drzewami, wzdłuż dróg, w grądach, sadach, ogrodach i parkach.

## Pożywienie
Głównie owady, ich larwy, a rzadziej jagody. Dieta nie różni się zatem od tej stosowanej przez zaganiacza zwyczajnego.

## Okres lęgowy
Zaganiacze szczebiotliwe wracają na lęgowiska w kwietniu i maju. Okres lęgowy kończy się w lipcu.

### Toki
Na obszarach, gdzie występuje zarówno zaganiacz, jak i zaganiacz szczebiotliwy, samce walczą ze sobą o terytoria lęgowe. Świadczy to zatem, że ich pokrewieństwo jest bardzo bliskie i może powodować powstawanie mieszańców. W rzeczywistości dzieje się tak bardzo rzadko.

### Gniazdo
Miejsce lęgowe położone jest najczęściej w niskich i gęstych krzewiastych zaroślach, rzadziej w koronach niskich drzew (zaganiacze zwyczajne są mniej wybredne) – w rozgałęzieniach ocienionych roślin. Wyłącznie lub w zdecydowanej części buduje je samica (u zaganiaczy zwyczajnych uczestniczą w tym oboje partnerzy). Gniazdo ma kształt głębokiej czarki zbudowanej z łodyg i liści w rozwidleniach gałęzi nisko nad ziemią. Budulec przetykany jest puchem roślinnym i pajęczymi nićmi. Konstrukcja lęgowa jest podobna do zaganiacza zwyczajnego, choć nieco mniejsza.

### Jaja

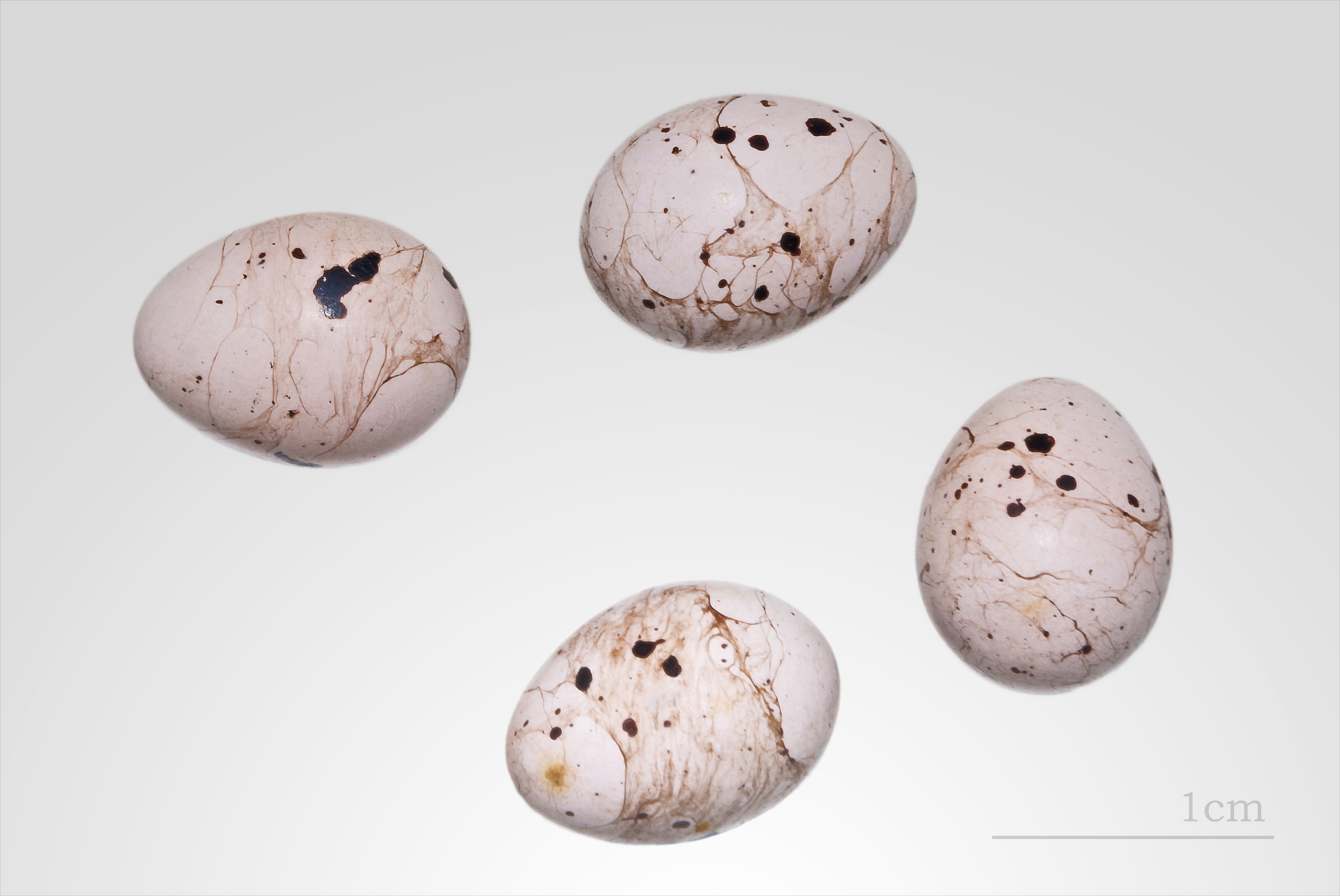
Jaja z kolekcji muzealnej

Wyprowadza jeden lęg w ciągu roku, choć w najbardziej południowych częściach areału może wysiadywać jaja drugi raz w roku. Składa 4–5 różowych jaj, które są czarno nakrapiane.

### Wysiadywanie i pisklęta
Jaja wysiaduje samica. Samiec pilnuje swoją partnerkę siedzącą na jajach i ją karmi. Pisklęta wylęgają się po 12–13 dniach. Rodzice karmią je owadami. Młode szybko się rozwijają i już po 2 tygodniach opuszczają gniazdo. W sierpniu i wrześniu ptaki odlatują na zimowiska.

## Status i ochrona
IUCN uznaje zaganiacza szczebiotliwego za gatunek najmniejszej troski (LC, Least Concern) nieprzerwanie od 1988 roku. Liczebność światowej populacji, wstępnie obliczona w oparciu o szacunki organizacji BirdLife International dla Europy na rok 2015, zawiera się w przedziale 6,2–10 milionów dorosłych osobników. Trend liczebności populacji uznawany jest za wzrostowy.
Na terenie Polski gatunek ten jest objęty ścisłą ochroną gatunkową.